# Hartenberg (Haardt)
Der Hartenberg ist ein 332,6 m hoher Berg im Pfälzerwald (Rheinland-Pfalz).

## Geographie

### Lage

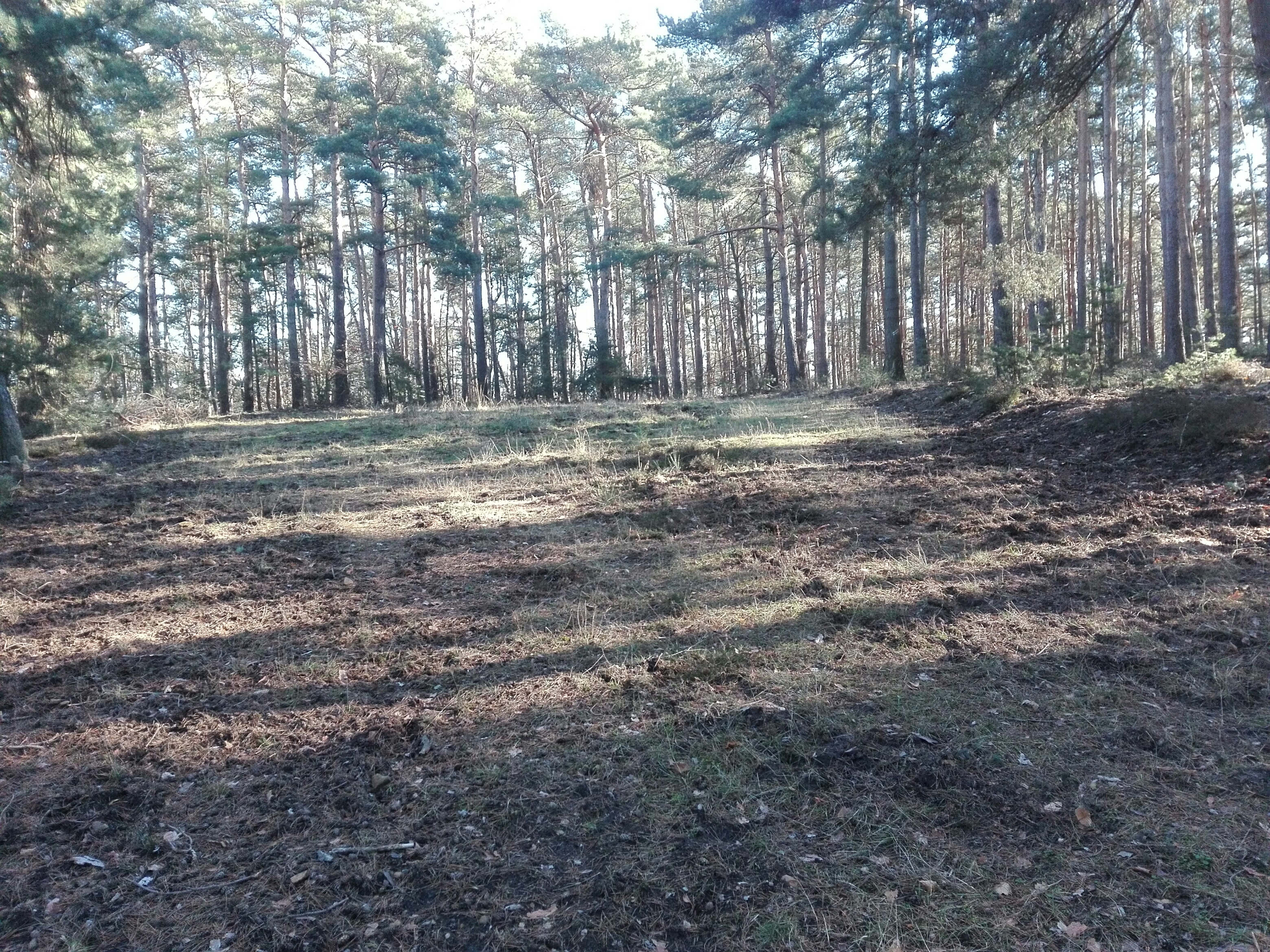
Auf dieser Lichtung knapp unterhalb des Gipfels endet der Fahrweg.

Der Hartenberg liegt westlich der pfälzischen Gemeinde Ruppertsberg auf deren Gemarkung, sein Gipfel ist ca. 2,7 km vom Siedlungsrand entfernt. Nördlich des Hartenbergs liegt das Mühltal, das vom Weinbach durchflossen wird. Südlich davon liegt das vom Zeiselbach durchflossene Klausental mit der Klausenkapelle. In unmittelbarer Nachbarschaft liegen der Sommerberg (351 m), der Rehberg (337 m) sowie der Schloßberg (188 m).
Bis knapp unterhalb des Gipfels führt ein breiter Waldweg, der auch mit dem Auto befahren werden kann. Auf dem Gipfel selbst gibt es keine Besonderheiten.

### Naturräumliche Zuordnung
Der Hartenberg ist eine Randhöhe des Mittelgebirgszugs Haardt, die zum Naturraum Pfälzerwald gehört. 
In der Hierarchie der Naturräume liegt er in folgender Schachtelung:
- Großregion 1. Ordnung: Schichtstufenland beiderseits des Oberrheingrabens
- Großregion 2. Ordnung: Pfälzisch-saarländisches Schichtstufenland
- Großregion 3. Ordnung: Pfälzerwald
- Region 4. Ordnung (Haupteinheit): Mittlerer Pfälzerwald
- Region 5. Ordnung: Haardt

## Denkmal

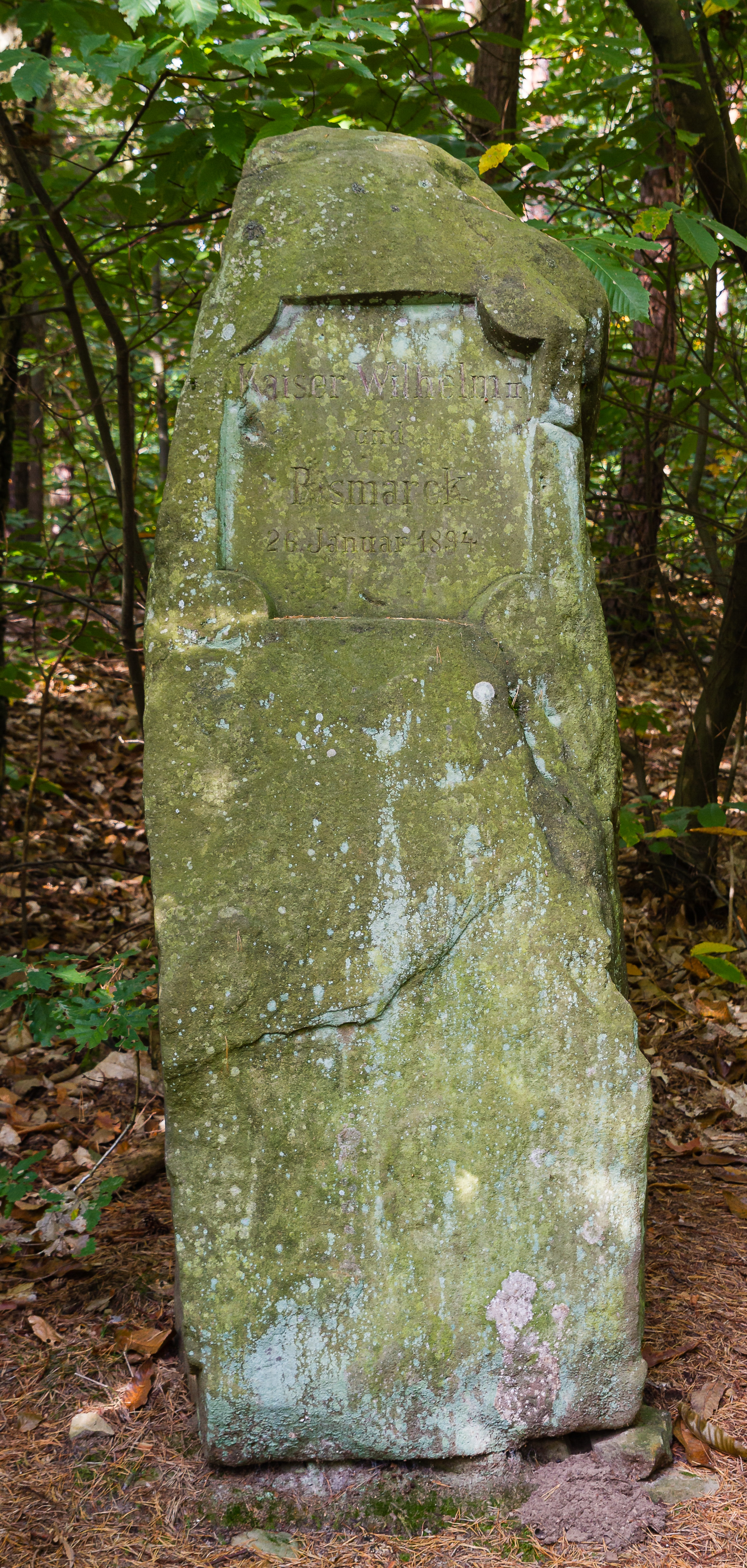
Bismarckstein

Auf dem Rücken des Berges Richtung Westen steht am Rand eines Wanderwegs der denkmalgeschützte Bismarckstein, ein etwa 2 m hoher Findling, den der Deidesheimer Reichstagsabgeordnete Franz Armand Buhl zum Gedenken an eines der „Versöhnungstreffen“ von Otto von Bismarck und Wilhelm II. aufstellen ließ.

## Wanderwege
Entlang seiner Ostflanke verläuft der Prädikatswanderweg Pfälzer Weinsteig, seinen Fuß streift der mit einer grünen Traube markierte Wanderweg Deutsche Weinstraße, der von Bockenheim an der Weinstraße bis nach Schweigen-Rechtenbach führt.